# El Líder
El líder (xinès simplificat: 领风者, pinyin: Lǐng fēng zhě) és una websèrie d'anime xinesa produïda per la plataforma de vídeo online Bilibili. Amb una durada de set episodis, cobreix la vida del pensador alemany Karl Marx. Va ser estrenada el 28 de gener de 2019, amb més d'un milió de visualitzacions en directe i uns 2,8 milions de visualitzacions en línia durant les primeres 24 hores.
Paral·lelament, s'ha realitzat una adaptació al format de còmic manhua. L'autor és Zhong Jun, investigador de l'Acadèmia Xinesa de Ciències Socials.

## Premissa
La sèrie narra la vida del filòsof Karl Marx, centrant-se en les teories polítiques i econòmiques que va desenvolupar, el seu romanç amb Jenny von Westphalen, i la seua amistat amb Friedrich Engels.

## Producció i emissió
El 18 de desembre de 2018, Sina Weibo va anunciar l'existència de la sèrie. La notícia va rebre cobertura a diversos mitjans de comunicació d'arreu del món, posant-se l'accent en la vessant propagandística de la sèrie per part de mitjans occidentals, comparant-la amb productes de la CCTV dedicats a la figura de Marx com el talk show Marx tenia raó, del 2018.
No debades la sèrie va ser una iniciativa de l'oficina de marxisme del govern xinés, una iniciativa del Partit Comunista de la Xina que data del 2004. Es tracta d'una coproducció on hi participen o col·laboren també el Renmin Ribao, o els departaments de propaganda del govern de Mongòlia Interior i de la Lliga de la Joventut Comunista, entre d'altres organitzacions. El líder apareix en un context on des del Partit Comunista de la Xina es busca connectar amb la generació dels nascuts a partir de la dècada del 1990. Forma part de la celebració del 200è aniversari del naixement de Marx.